# Angelica Schwall-Düren

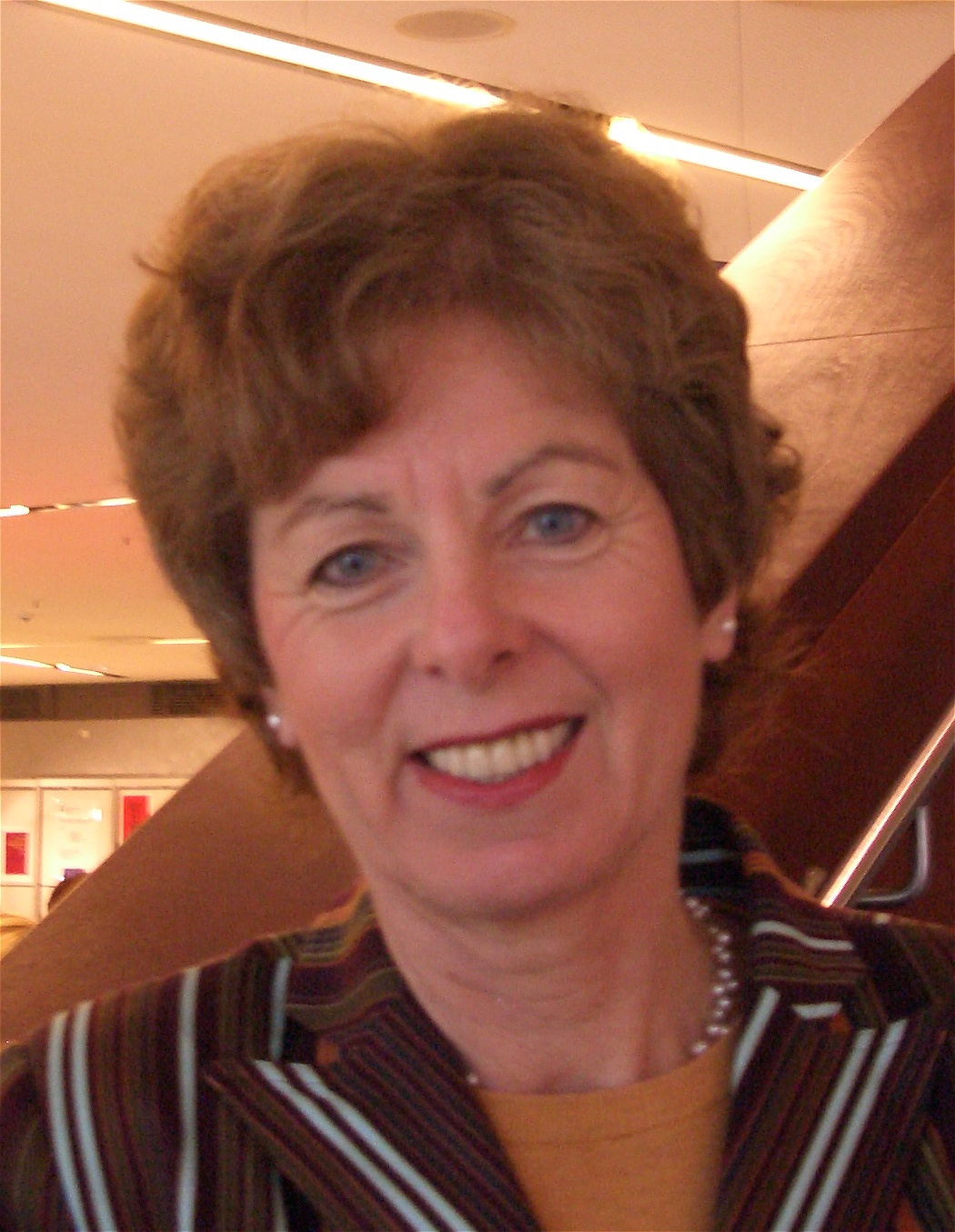
Angelica Schwall-Düren

Angelica Klara Schwall-Düren z domu Düren (ur. 16 lipca 1948 w Offenburgu) – niemiecka polityk, członek SPD, przewodnicząca zarządu Federalnego Związku Towarzystw Niemiecko-Polskich.
Po maturze 1967 w Offenburgu ukończyła studia historii, politologii i języka francuskiego we Fryburgu Bryzgowijskim, Montpellier i Münster. Następnie była pomocniczym pracownikiem naukowym na uniwersytecie Alberta i Ludwika we Fryburgu, gdzie uzyskała w roku 1977 doktorat. W latach 1977–1994 pełniła obowiązki nauczycielki w Ahaus i Gronau. W tym czasie w latach 1985–1992 zdobyła wykształcenie terapeuty rodzinnego. Jest zamężną matką dwóch synów.
Została odznaczona Krzyżem Oficerskim Orderu Zasługi Rzeczypospolitej Polskiej

## Działalność polityczna
W roku 1976 przystąpiła do SPD, w latach 1987 do 1996 była członkiem zarządu krajowego SPD w kraju związkowym Nadrenii Północnej-Westfalii. Ponadto w latach 1990–1996 była przewodniczącą wspólnoty roboczej kobiet socjaldemokracji w okręgu Zachodniej Westfalii.
W latach 1979–1994 była członkiem rady gminy w miejscu swego zamieszkania – miejscowości Metelen.
W latach 1994–2010 była członkiem Bundestagu, wybieraną z listy krajowej Nadrenii Północnej-Westfalii.
W latach 2002–2010 była zastępczynią przewodniczącego frakcji parlamentarnej SPD. Od 15 lipca 2010 sprawuje urząd ministra do spraw federalnych, europejskich i medialnych w rządzie kraju Nadrenii Północnej-Westfalii.
Angelica Schwall-Düren była członkiem grupy parlamentarnej Unii Europejskiej w Bundestagu. Sprawuje funkcję przewodniczącej zarządu Federalnego Związku Towarzystw Niemiecko-Polskich.